# Долинська сільська територіальна громада (Одеська область)
Долинська сільська територіальна громада — територіальна громада в Подільському районі Одеської області України. Населення громади становить 4037 осіб. Адміністративний центр — село Долинське.

## Історія
27 травня 2020 р. Кабінетом міністрів України був затверджений перспективний план громади в рамках адміністративно-територіальної реформи.
Перші вибори відбулися 25 жовтня 2020 року.

## Склад громади
До складу громади входить 8 сіл:
- Гребенюки
- Григорівка
- Долинське
- Канцурове
- Красне
- Олександрівка
- Трудолюбівка
- Флоринське